# Kraftwerk Borken
Das Großkraftwerk Main-Weser (umgangssprachlich Kraftwerk Borken) war ein deutsches Braunkohlekraftwerk, das sich im hessischen Borken befand.
Von der Indienststellung 1923 bis zur Stilllegung 1991 wurden in dem Großkraftwerk 63 Millionen Tonnen Braunkohle verbraucht, die in sechs Untertagebauen und elf Tagebauen im Borkener Braunkohlerevier gefördert wurden. In der Spitzenzeit waren über 2.000 Menschen im Kraftwerk und dem Bergbau beschäftigt.
Die Schaltanlage des Kraftwerkes war darüber hinaus ein wichtiger Knotenpunkt im deutschen Stromnetz. Sie diente als Stützpunkt für den Verbundbetrieb zwischen dem Energieversorgungsunternehmen PreussenElektra und benachbarten Stromnetzbetreibern.

## Geschichte
Die für die Errichtung des Kraftwerks verantwortliche Gewerkschaft Großkraftwerk Main-Weser (GGMW) nahm 1922 in Kassel ihre Arbeit auf. Bei Planung und Bau der ersten Ausbaustufe in den Jahren 1922 bis 1925 wurde sie vom Staatlichen Elektrizitätsamt Kassel unterstützt.
Die Gewerkschaft Großkraftwerk Main-Weser ging 1927 in der Preußischen Elektrizitäts AG (PreussenElektra) auf, die das Kraftwerk bis zur Stilllegung 1991 weiter betrieb.

### Die erste Ausbaustufe 1922–1925

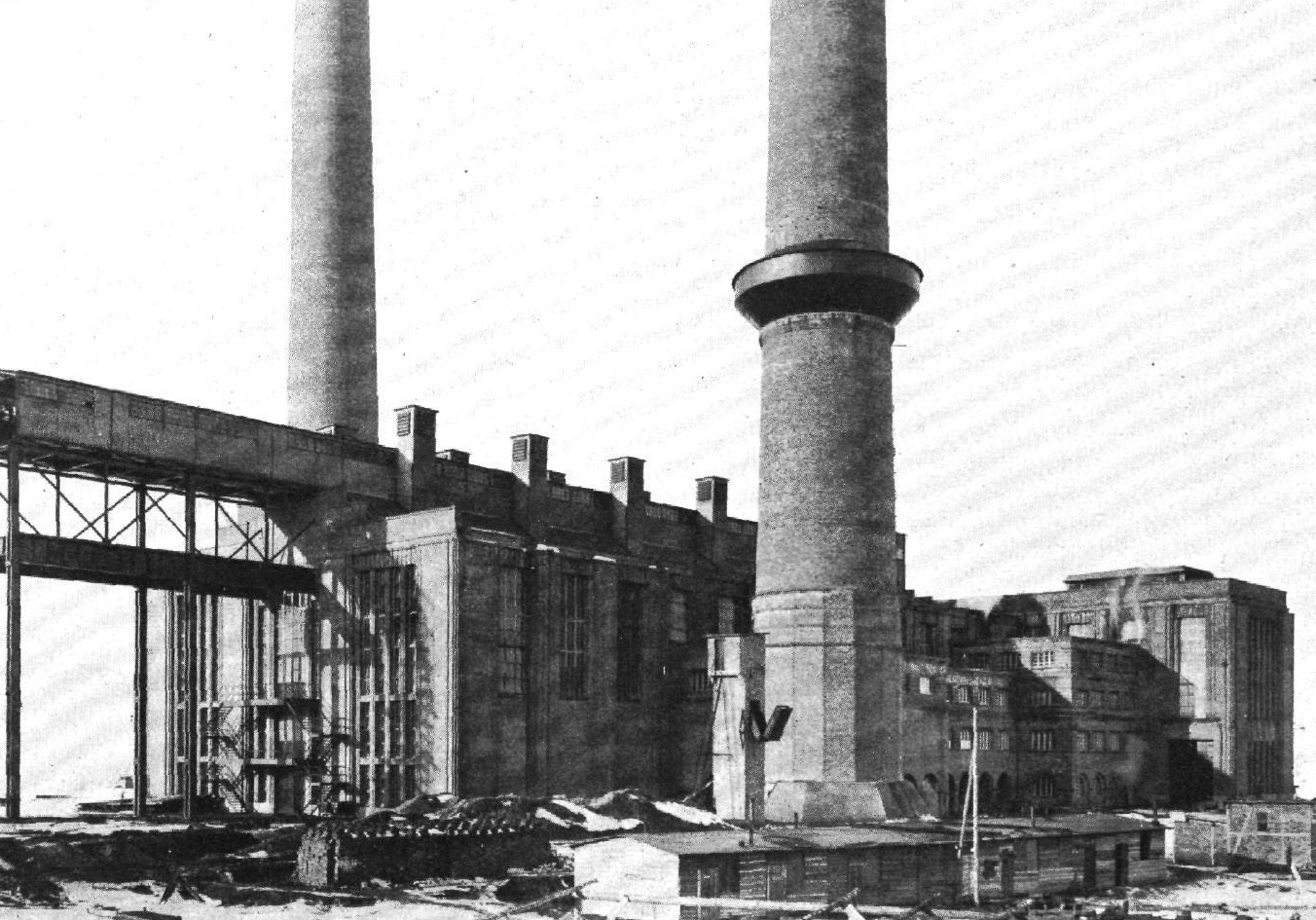
Teilansicht des Großkraftwerkes Main-Weser in seiner ersten Ausbaustufe, 1924

An der technischen und baulichen Planung war bereits seit 1921 gearbeitet worden. Die eigentliche Kraftwerksplanung wurde durch die Kraftwerksabteilung der AEG erstellt. Diese galt damals unter ihrem Konstrukteur Georg Klingenberg als weltweit führend. Für die Gestaltung der Kraftwerksgebäude war das Berliner Architekturbüro Klingenberg und Issel verantwortlich. Walter Klingenberg (ein Bruder Georg Klingenbergs) und Werner Issel führten damals viele Bauten für die AEG aus.
Baubeginn war der 25. August 1922. Die Kraftwerksgebäude wurden in Sichtmauerwerk aus dunkel orange-roten Ziegeln erstellt. Ihre Anordnung erfolgte entsprechend den damaligen technischen und logistischen Anforderungen:
- Das Maschinenhaus wurde in West-Ost-Ausrichtung nahe dem Fluss Schwalm errichtet, um die Kühlwasserverbindungen möglichst kurz zu halten. Zwischen Maschinenhaus und Fluss lag das sogenannte Siebhaus für Wasserentnahme und -reinigung.
- Westlich des Maschinenhauses wurde das Gebäude für die Schaltanlage errichtet. Ebenfalls westlich, unmittelbar vor Kopf, schloss die zentrale Schaltwarte an das Maschinenhaus an.
- Das Kesselhaus lag südlich des Maschinenhauses. Hier waren zunächst 8 Kessel in 2 Reihen angeordnet. Jeweils 4 Kessel verfügten über einen gemeinsamen, über 100 m hohen, Kamin.
- Ein Büro- und Verwaltungstrakt war westlich an das Kesselhaus angebaut.
- Die Kohleanlieferung erfolgte aus südlicher Richtung, über Gleise mit Anschluss an die Main-Weser-Bahn. Daher war die Kohleförderanlage dem Kesselhaus südlich vorgelagert.

Bereits am 16. Februar 1923 wurde das Richtfest für das Kesselhaus gefeiert, am 1. Juli nahm die Turbine 1 den Probebetrieb auf.
Im Jahr darauf, 1924, schlossen die PreussenElektra und die Thüringer Elektrizitäts-Lieferungs-Gesellschaft (ThELG) einen Vertrag über den Bezug von Leistung vom Kraftwerk Main-Weser nach Thüringen ab. Gleichzeitig sollte Leistung vom 1913 errichteten thüringischen Kraftwerk Breitungen für das Netz der PreussenElektra bereitgestellt werden. Zwischen beiden Kraftwerken wurde deshalb 1925 eine Verbundleitung mit zwei Stromkreisen errichtet, die mit 60 kV Spannung betrieben wurde und zunächst 5 MW der Kraftwerksleistung von Borken nach Thüringen bereitstellte.
Nachdem im Jahr darauf eine 100-kV-Leitung von Breitungen über Jena und Zeitz zum Braunkohlekraftwerk Böhlen gebaut worden war, konnte das Netz der Aktiengesellschaft Sächsische Werke (ASW AG) mit im Verbund betrieben werden. Die beiden Leitungen gehörten zu den ersten in Deutschland, über die ein Verbundbetrieb zwischen den einzelnen Netzbetreibern hergestellt werden konnte und inspirierten den Pionier Oskar von Miller, der das Deutsche Museum in München gründete, zu einer Studie über ein mögliches europäisches Verbundnetz.
Eine weitere 60-kV-Leitung verband das Kraftwerk mit dem schon 1915/16 fertiggestellten Kraftwerk Hemfurth am Edersee. An dieser wurden 1927 umfangreiche Versuche zum neu entwickelten Buchholz-Relais durchgeführt.
Vom Kraftwerk aus wurde auch die Stromversorgung des Großraumes Frankfurt am Main bewerkstelligt. So wurde 1925 von Borken aus eine zweikreisige 60-kV-Leitung über Bad Hersfeld, Marbach, Elm und Wächtersbach nach Dörnigheim gebaut, die gleichzeitig durch eine 110-kV-Leitung von Borken über Gießen, Wölfersheim, dem Heizkraftwerk Frankfurt-West und Dörnigheim zum Kraftwerk Dettingen ergänzt wurde. Letztere diente damit auch als Verbundleitung zwischen der PreussenElektra und dem Bayernwerk. Die beiden Leitungen waren auf Tannenbaummasten verlegt, wurden miteinander per Kuppeltransformator verbunden und bildeten einen geschlossenen Ring. Dabei wurde versehentlich das Drehfeld nicht beachtet, was zum Rückwärtslaufen der Motoren im Raum Frankfurt führte.
Die 60-kV-Leitung besteht heute nicht mehr. Zwischen Borken und Frankfurt besteht noch heute eine 110-kV-Verbindung, die allerdings größtenteils auf den gleichen Masten wie die 380-kV-Leitung über Gießen nach Frankfurt verläuft und für 220 kV isoliert ist. Die Abschnitte Borken–Gießen und Gießen–Wölfersheim auf Originalmasten wurden zwischen 1993 und 1994 abgebaut.

### Erweiterungsbau 1932
1932 wurde ein weiteres Kesselhaus eingeweiht, um die gestiegene Nachfrage nach elektrischer Energie befriedigen zu können.
Im selben Jahr wurde das westlich gelegene Pumpspeicherkraftwerk Waldeck nach dreijähriger Bauzeit in Betrieb genommen und per zweikreisiger 220-kV-Leitung an die erweiterte Schaltanlage in Borken angeschlossen. Es bestand bereits über die 220-kV-Leitung Lehrte–Borken eine Verbindung zum Umspannwerk Lehrte bei Hannover, das den wichtigsten Knotenpunkt im Hochspannungsnetz der PreussenElektra darstellte. Von Borken sollte die Leitung weiter Richtung Süden bis zum Umspannwerk Kelsterbach erweitert werden, der Bau dieser Leitung wurde allerdings nicht mehr in Angriff genommen.
Nach Ende des Zweiten Weltkrieges wurde im Zuge der Deutschen Teilung die Leitung Borken–Breitungen 1950 stillgelegt, ehe sie 1965 an der Grenze endgültig abgetrennt wurde. Da die Reichssammelschiene, die Verbundleitung zwischen Niedersachsen und Oberösterreich, aus den gleichen Gründen unterbrochen wurde, waren die Abschnitte auf bayerischem Gebiet nicht mehr mit dem 220-kV-Netz im Rest Deutschlands verbunden. Deshalb wurde die 220-kV-Leitung Ludersheim–Aschaffenburg–Borken errichtet, die diese Aufgabe übernahm. Über Aschaffenburg wurde die Verbindung mit Kelsterbach und damit der Nord-Süd-Leitung dennoch realisiert. Über die Leitung zum Edersee bestand eine einkreisige Verbindung nach Paderborn zum Netz der Vereinigten Elektrizitätswerke Westfalen (VEW).
Nachdem 1948 durch die PreussenElektra eine Leitung von Wetzlar nach Oberscheld im Lahn-Dill-Kreis gebaut wurde, entstand später ein Ring aus 110-kV-Doppelleitungen, der vom Kraftwerk Borken über Waldeck, Frankenberg, Dautphetal, Oberscheld und Wetzlar nach Gießen geführt wurde und vorrangig die Stahlwerke in der Region mit Energie versorgte. Bis auf den Abschnitt Oberscheld–Gießen sind die Leitungen bis heute in Betrieb.

### Vorschaltanlage 1952
Für die effektive Nutzung des erzeugten Dampfes wurde 1952 eine Vorschaltanlage installiert.

### Kraftwerksblöcke I bis III
In den Jahren 1957, 1960 und 1964 wurden drei Kraftwerksblöcke errichtet. Jeder Block hatte eine Höhe von vierzig Metern. Die neu errichteten Schornsteine erreichten eine Höhe von 160 Metern.

### Kraftwerksleistung

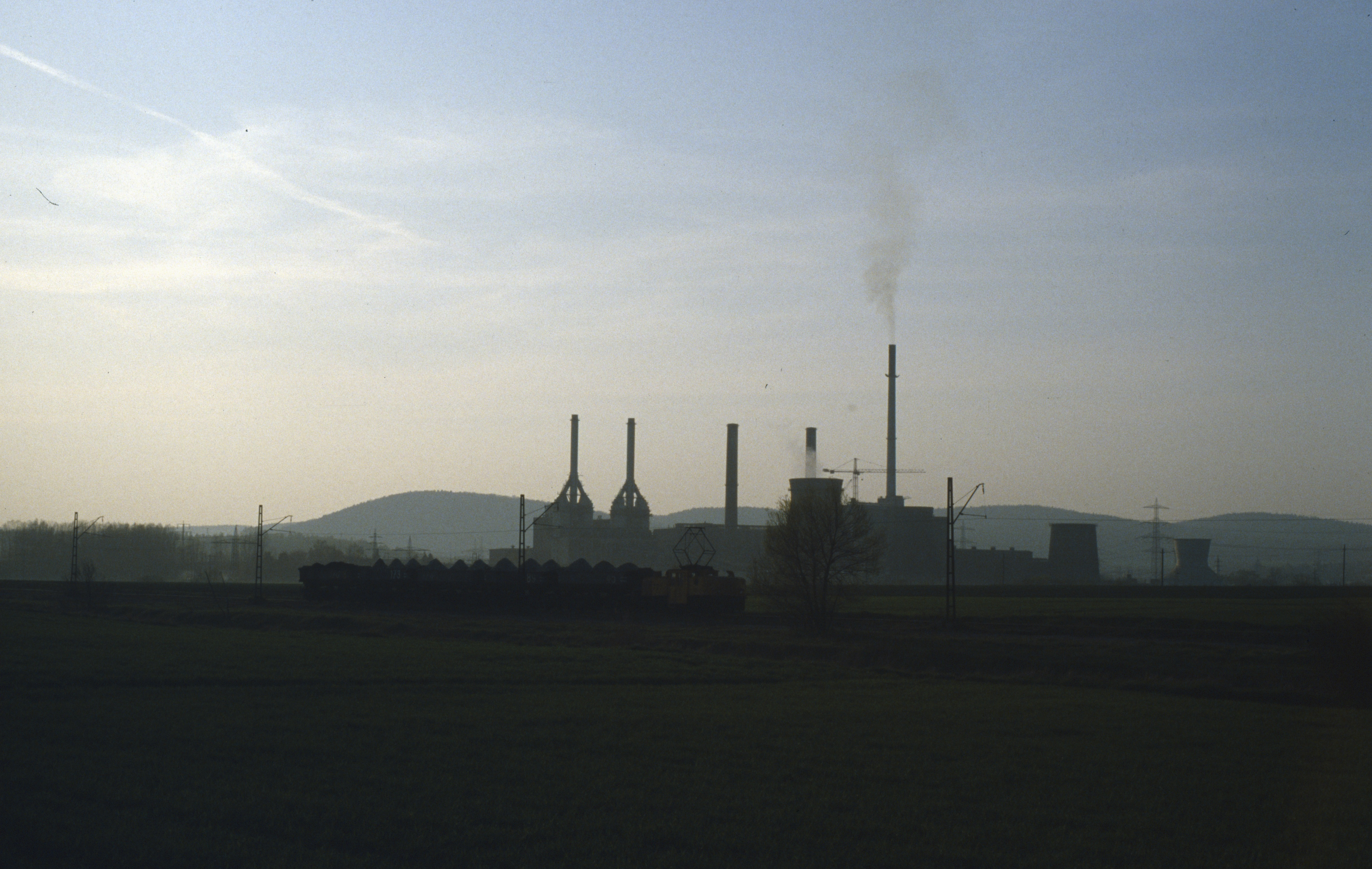
Links: Block I+II, Mitte: Bau aus den 1920ern, Rechts: Block III

Bei der probeweisen Inbetriebnahme 1923 wurde mittels einer Kondensationsturbine eine Leistung von zehn Megawatt (MW) erreicht. Im folgenden Jahr kamen zwei weitere Generatoren hinzu, so dass jetzt eine Leistung von 30 Megawatt zur Verfügung standen.
1927 wurde eine vierte Turbine mit einer Leistung von 20 MW aufgestellt. Mit der Inbetriebnahme des zweiten Kesselhauses 1932 stieg die Leistung auf 112,8 MW.
Mit dem Bau der Vorschaltanlage 1952 wurde die Kraftwerksleistung auf 184 MW erhöht. In den Jahren 1957, 1960 und 1964 wurden die Kraftwerksblöcke I bis III in Betrieb genommen. Somit stieg die Gesamtleistung des Kraftwerk Borken auf 356 MW.
In seiner endgültigen Ausbaustufe wurden jährlich 1,7 Millionen Tonnen Braunkohle verfeuert und 1,7 Terawattstunden (TWh) elektrische Energie erzeugt.
Ab den 1980er Jahren wurde die Kraftwerksleistung sukzessive zurückgeführt, da die Braunkohleförderung in den angeschlossenen Tage- und Untertagebauen zurückging. So war bei der Stilllegung des Kraftwerks nur noch Kraftwerksblock III in Betrieb.

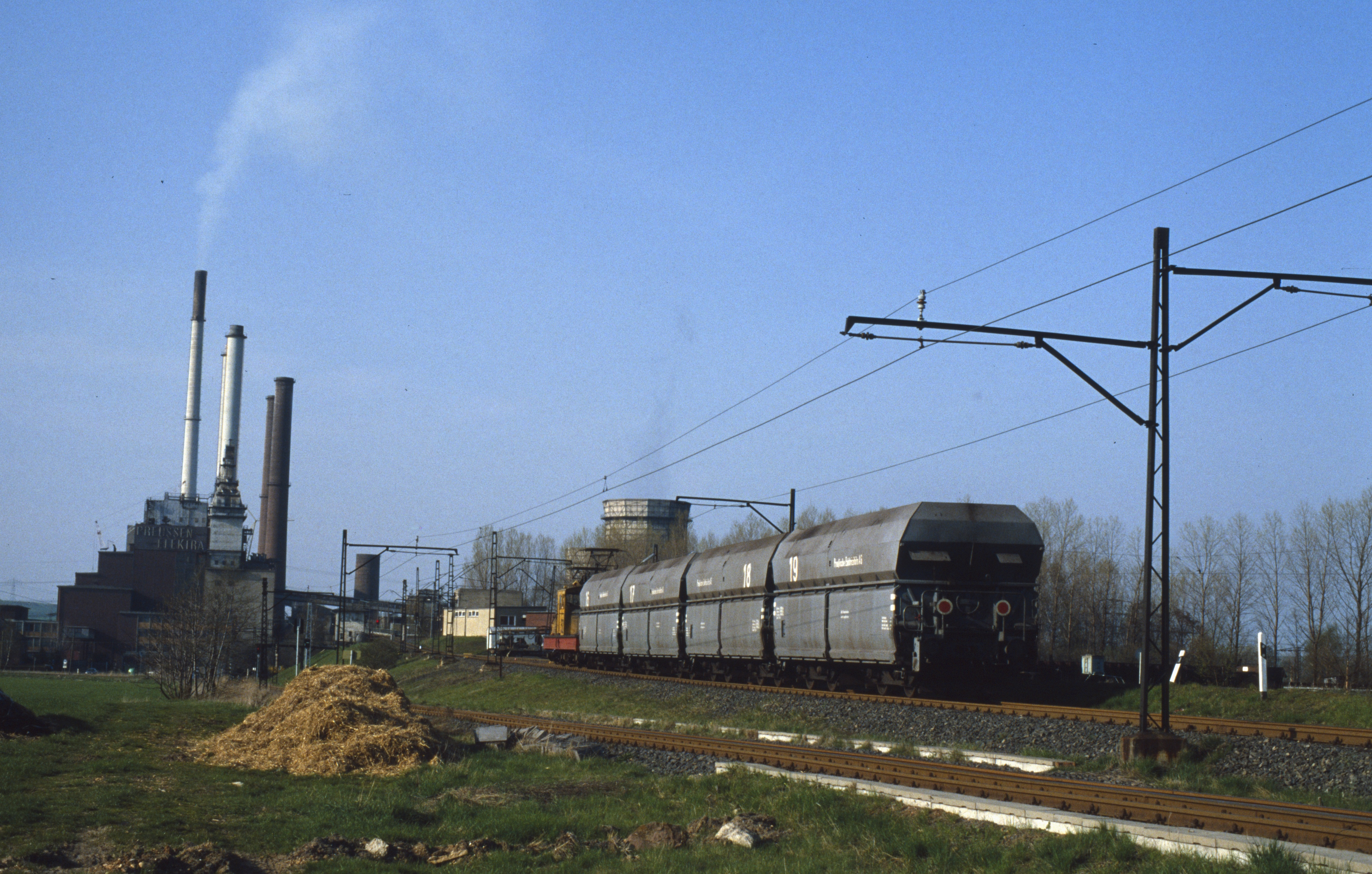
Links: Block III, Mitte: Block I+II, Rechts: Bau aus den 1920ern

### Kühlung
Bis zum Jahre 1928 wurde das erhitzte Wasser direkt in die Schwalm eingeleitet. Erst mit dem Bau der vierten Turbine wurden zwei Kühltürme zur Abkühlung des Wassers errichtet. Beim Bau der Blöcke I bis III wurde die Anzahl der Kühltürme auf sieben erhöht.

### Zweiter Weltkrieg
Im Zweiten Weltkrieg war das Kraftwerk kein Ziel für geplante Bombenabwürfe. Am 28. Februar 1945 wurde jedoch ein Kohletriebzug von einer einzelnen Fliegerbombe getroffen. Es handelte sich dabei wahrscheinlich um einen Notabwurf.

### 1945 bis zur Stilllegung 1991
Mit dem steigenden Verbrauch von elektrischer Energie wurden 1952 eine Vorschaltanlage und 1957 der Block I neuerrichtet. In den Jahren 1960 und 1964 wurden die Blöcke II und III in Betrieb genommen.
Im Zuge der Elektrifizierung der Main-Weser-Bahn sowie der Nord-Süd-Strecke wurde 1963 in Borken ein Unterwerk für Bahnstrom errichtet, das über zwei Umformer verfügt, über welches der 50-Hz-Drehstrom in 16,7-Hz-Bahnstrom umgewandelt werden kann. Die Energieversorgung hierfür wurde über das Kraftwerk per zweikreisiger Zuleitung sichergestellt. Die Anlagen sind noch heute allesamt in Betrieb.
Die Schaltanlage des Kraftwerkes wurde 1975 um eine 380-kV-Anlage erweitert. Es wurde eine Freileitung mit dieser Spannungsebene gebaut, um das Kraftwerk Borken mit dem Pumpspeicherkraftwerk Waldeck zu verbinden.
Das Kraftwerk wurde am 15. März 1991 nach 68 Betriebsjahren stillgelegt und in Teilen abgebaut. Die von Issel und Klingenberg geplanten Gebäude blieben erhalten, während die Schornsteine und Kühltürme abgebaut wurden. Mit dem beim Abbruch angefallenen Material wurde ein Teil der Grube Gombeth verfüllt.

## Nachfolgenutzung

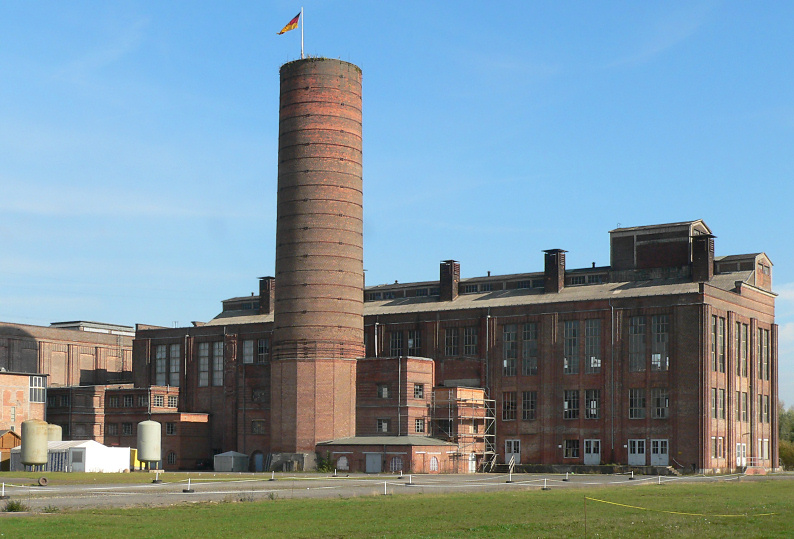
Zurückgebautes Großkraftwerk Main-Weser aufgenommen 2008

Das Kraftwerksgebäude und ein Teil des umliegenden Geländes wird heute von einem privaten Investor für Messen und Märkte (vorwiegend Flohmärkte), die Unterbringung eines Sportmuseums und einer Diskothek sowie des ersten deutschen Seniorenfreizeitparks inkl. der dafür benötigten Parkplätze genutzt.
Das ehemalige Kraftwerksgelände ist heute Bestandteil des  Industriegebietes Am Kraftwerk. Hier haben sich Unternehmen niedergelassen, die im Bereich Recycling tätig sind. Darunter befindet sich auch ein Recycling-Kaufhaus, welches im gesamten Schwalm-Eder-Kreis gebrauchsfähige ausrangierte Haushaltsgegenstände, Geräte und Möbel einsammelt, wiederaufbereitet und zu günstigen Preisen weiterverkauft.

### Kernkraftwerk (verworfen)
In der Nähe des Braunkohlekraftwerks, zwischen den Orten Gombeth und Singlis (unterhalb der Kippe Dosenberg), war seit 1973 geplant, das Kernkraftwerk Borken (KWB) zu errichten. Es sollte in der Baulinie 80 der Kraftwerk Union errichtet werden, die Pläne wurden aufgrund politischen Widerstandes und fehlendem Strombedarf seitens der PreussenElektra 1988 jedoch zurückgezogen. Zudem war der Bau einer Wiederaufbereitungsanlage in Borken angedacht worden. 1987 wurden Überlegungen zum Bau eines Hochtemperaturreaktors angestellt. Die Pläne wurden 1995 endgültig aufgegeben.

### Schaltanlage
Die Schaltanlage des Kraftwerkes ist heute als Umspannwerk Borken weiter in Betrieb. Die 60-kV- und 220-kV-Anlagenteile gibt es nicht mehr, bei den heute dort befindlichen Spannungsebenen handelt es sich um die im europäischen Verbundnetz als Standard verwendeten 380 kV Höchstspannung und 110 kV Hochspannung. Dementsprechend wurden auch die Leitungen nach Lehrte, zum Edersee und nach Aschaffenburg abgebaut. Heute dient es daher als wichtiger Knotenpunkt im deutschen 380-kV-Netz. Im Jahr 2000 fusionierte die PreussenElektra mit dem Bayernwerk zur E.ON Energie, die das Umspannwerk weiter betrieb. Seit 2010 liegt die Betriebsführung beim Unternehmen TenneT TSO.